# Муслимов, Салим Январь оглы
Салим Январь оглы Муслимов (азерб. Səlim Yanvar oğlu Müslümov; род. 1 ноября 1961, Пиргасанлы, Ахсуйский район) — азербайджанский государственный деятель. Министр труда и социальной защиты Азербайджана (2013—2018).

## Биография
Родился 1 ноября 1961 года в с. Пиргасанли. В 1983 году окончил Азербайджанский народнохозяйственный институт, экономико-учетный факультет. В 1987 году окончил аспирантуру МГУ. 
В 1995 году окончил докторантуру университета Мармара. 
В 2006 году защитил докторскую диссертацию на тему «Бухгалтерский учет, анализ и аудитные реформы в пенсионной страховой системе» (Казань). Доктор экономических наук.
С 1988 по 1995 год являлся преподавателем, заместителем декана Азербайджанского государственного экономического университета. 
С июля 1995 по март 2000 года являлся начальником управления Министерства финансов Азербайджана.
С 14 марта 2000 по 17 декабря 2002 года являлся заместителем председателя Государственного таможенного комитета Азербайджана.
Председатель Государственного фонда социальной защиты Азербайджана (17 декабря 2002 — 22 октября 2013).
Являлся членом бюро Международной ассоциации социального обеспечения (с 18 сентября 2004).
Министр труда и социальной защиты Азербайджана (22 октября 2013 — 21 апреля 2018).
После должности министра является заведующим кафедрой экономики Национальной академии авиации Азербайджана.
Является действительным членом Азербайджанской инженерной академии.
Генерал-майор таможенной службы (17 января 2002).
Автор 4 книг, более 50 научных статей.